# Iambia nocturna
Iambia nocturna är en fjärilsart som beskrevs av George Francis Hampson 1902. Iambia nocturna ingår i släktet Iambia och familjen nattflyn. Inga underarter finns listade i Catalogue of Life.